# Frank Pelleg
Frank Pelleg (geboren als Frank Pollak 24. September 1910 in Prag, Österreich-Ungarn; gestorben 20. Dezember 1968 in Haifa) war ein israelischer Komponist tschechoslowakischer Herkunft.

## Leben
Frank Pollak war ein Sohn des Richard Pollak und der Emma Ohrenstein.
Er war zunächst Opernkapellmeister am Deutschen Landestheater in Prag. Er heiratete 1936 Ingeborg Totzauer, sie hatten zwei Kinder. Sie emigrierten 1936 nach Palästina, wo Frank Pelleg, wie er sich jetzt nannte, ein Institut für Musikforschung gründete. 
Nach der Staatsgründung Israels war Pelleg bis 1952 Direktor der Abteilung Musik im Kultusministerium. Er war Professor an der Musik-Akademie Tel Aviv und Vorsitzender des israelischen Zweiges der Internationalen Gesellschaft für Neue Musik (ISCM) in Tel Aviv.
Er komponierte Theater- und Filmmusik, war auch ein bedeutender Cembalist und Pianist.

## Schriften
- Da et ha-Muzikah, 1946
- Kelei ha-Neginah, 1965